# Gastone VI di Béarn
Gastone VI di Béarn, in spagnolo Gastón, catalano Gastó, francese e occitano Gaston (1171 – 1214), fu visconte di Béarn dal 1173 e conte di Bigorre, dal 1196 alla sua morte.

## Origine
Secondo la La Vasconie. Tables Généalogiques, Gastone era figlio del signore di Moncada, Guglielmo di Moncada e della Viscontessa di Béarn, Maria, figlia del Visconte di Béarn, Pietro I e di Matella di Baux(1125 - 1175), figlia di Raimondo I di Baux, italianizzato in Raimondo I del Balzo, 4° signore di Les Baux, e di Stefanetta di Provenza, sorella minore di Dolce di Carlat, e figlia del visconte di Millau, di Gévaudan, e di Carlat, Gilberto I di Gévaudan e della Contessa di Provenza, Gerberga (come ci viene confermato dalle Note dell'Histoire Générale de Languedoc, Tome II).

Guglielmo di Moncada, sempre secondo la La Vasconie. Tables Généalogiques, era figlio del signore di Moncada e siniscalco di Catalogna, Guglielmo Raimondo I di Moncada e della moglie, Beatrice di Moncada, figlia ed erede di Berengario Raimondo di Moncada e della moglie, Ermesinda.

## Biografia
Dopo che sua madre, divenne viscontessa, nel 1170, nella viscontea di Bearn, scoppiarono disordini in quanto il marito straniero, Guglielmo di Moncada non era ben accetto, e secondo la Sublevaciones bearnesas contra la política aragonesa de los vizcondes la viscontea fu governata da nobili eletti dall'aristocrazia locale.

I suoi genitori si separarono, nel 1172, e sua madre, la viscontessa, Maria, si ritirò nel monastero di Sainte-Croix-Volvestre, con i due figli gemelli, Gastone e Guglielmo. Dato che il re d'Aragona, Alfonso II, aveva confermato a Maria la titolarità della viscontea, dal Bearn furono inviati due persone stimate a chiedere a Maria di nominare visconte uno dei suoi figli, fu scelto Gastone, in quanto dormiva con le mani aperte, considerato un segno di bontà.
Secondo la Renuncia bearnesa a Mixe y Ostabarret y Zuberoa Gastone VI, dall'età di circa tre anni, governò sotto la tutela di Pellegrino di Castillazuelo, signore di Balbastre.
Nel 1187, Gastone VI, a Huesca, il 3 febbraio, rese omaggio al re d'Aragona, Alfonso II il Casto, per tutti i suoi possedimenti, ad eccezione di alcuni feudi che dipendevano dal duca d'Aquitania, Riccardo Cuor di Leone, anche re d'Inghilterra.
Alfonso II, nel settembre del 1192, fidanzò Gastone VI all'erede della contea di Bigorre, la cugina, Petronilla, che, secondo la La Vasconie. Tables Généalogiques, era l'unica figlia del Conte di Comminges, visconte di Marsan e Contessa di Bigorre, Bernardo e della viscontessa di Marsan e Contessa di Bigorre, Beatrice III, che ancora secondo la La Vasconie. Tables Généalogiques, era l'unica figlia del Conte di Bigorre e visconte di Marsan, Centullo III, e della moglie, Matella di Baux (1125 - 1175), figlia di Raimondo I di Baux, italianizzato in Raimondo I del Balzo, 4° signore di Les Baux, e di Stefanetta di Provenza, sorella minore di Dolce di Carlat, e figlia del visconte di Millau, di Gévaudan, e di Carlat, Gilberto I di Gévaudan e della Contessa di Provenza, Gerberga (come ci viene confermato dalle Note dell'Histoire Générale de Languedoc, Tome II).

Nel 1196 Gastone sposando Petronilla divenne conte di Bigorre; secondo la La Vasconie. Tables Généalogiques, il matrimonio, col cugino fu celebrato il primo giugno 1195.
Gastone governò la contea di Bigorre assieme alla moglie, come ci viene confermato dalla Histoire de la Gascogne depuis les temps les plus reculés jusqu'à nos jours. Tome 6.
Gastone fu un fedele alleato del nuovo re d'Aragona, Pietro II; durante la crociata Albigese, Gastone si schierò a fianco di Pietro II, contro i Crociati, ma secondo lo studioso statunitense John C. Shideler, nella sua opera A Medieval Catalan Noble Family: the Montcadas 1000-1230, Gastone non fu presente alla battaglia di Muret, del 1213, dove Pietro II trovò la morte.
Comunque per la sua partecipazione alla guerra contro i Crociati, Gastone fu scomunicato e privato di tutti i suoi feudi, che furono assegnati a Simone IV di Montfort, ma il 10 gennaio 1214, Gastone fu assolto e gli furono restituiti tutti i suoi beni.
Gastone VI, morì in quello stesso anno o, nel 1215.

Nella contea di Bigorre, la moglie Petronilla continuò a governare da sola, e poi si sposò altre quattro volte.

Nella visconte di Bearn, gli succedette il fratello gemello, Guglielmo, come Guglielmo I.

## Discendenza
Gastone da Petronilla non ebbe figli e non si conosce alcun discendente.

### Fonti primarie
- (LA)  Histoire générale de Languedoc : avec des notes et les pièces justificatives. T. 2.
- (FR)  Histoire de la Gascogne depuis les temps les plus reculés jusqu'à nos jours. Tome 6.
- (LA)  (FR)  Procès pour la possession du comté de Bigorre (1254-1503).

### Letteratura storiografica
- (FR)  LA VASCONIE.
- (FR)  Histoire générale de Languedoc, Notes, tomus II.
- (FR)  Histoire de la guerre des Albigeois. Chronique de Guillaume de Puy-Laurens.
- (ES)  AUÑAMENDI EUSKO ENTZIKLOPEDIA, BEARN.
- (EN)  A Medieval Catalan Noble Family: the Montcadas 1000-1230, cap. 5